# Seznam jezer v Ugandě
Seznam jezer v Ugandě (anglicky jezero - lake). Tabulka obsahuje přehled jezer v Ugandě s plochou přes 100 km².

## Největší jezera
| název             | rozloha km² | délka km | šířka km | hloubka m | nadmořská výška m | region(y)                    |
| ----------------- | ----------- | -------- | -------- | --------- | ----------------- | ---------------------------- |
| Viktoriino jezero | 29584       | 320      | 275      | 80        | 1134,0            | Východní, Centrální          |
| Albertovo jezero  | 5300        | 160      | 30       | 58        | 617,0             | Západní, Severní             |
| Kyoga             | 4403        | 200      | ...      | 5         | 1029,0            | Východní, Centrální, Severní |
| Edwardovo jezero  | 2150        | 77       | 40       | 111       | 912,0             | Západní                      |
| Kwania            | 540         | 66       | ...      | 5,4       | 1033              | Severní                      |
| George            | 250         | 23       | 18       | 7         | ...               | Západní                      |
| Bisina            | 192         | 32       | 6        | ...       | 1030              | Východní                     |